# Disney et l'architecture
Walt Disney et surtout la société qu'il a fondée, la Walt Disney Company ont fortement contribué à l'architecture contemporaine.
Depuis les années 1930, Walt Disney et ses équipes sont et ont été influencés par l'architecture. Mais c'est surtout au début des années 1940 avec les studios de Burbank que la société entre dans le monde de l'architecture. Le nouveau studio a été pensé comme un campus et non comme une usine. Cela en fit un exemple pour d'autres sociétés.

## Disneyland
En 1955 avec Disneyland, Walt Disney et ses Imagineers créent une nouvelle forme d'architecture qui remémore les histoires ancrées dans la mémoire collective.

Ainsi Karal Ann Marling déclare que de par son architecture Main Street USA à Disneyland a inspiré et préfigure les centres commerciaux avec des zones à thèmes. Elle déclare aussi que le parc marque le début de l'architecture de la rassurrance. L'homme cherche à se sentir mieux en se rappelant ses origines, en partie enjolivées, au travers de l'architecture.

## Foire de New York 1964-65 etWalt Disney World Resort
Ensuite en 1964-65 avec la Foire internationale de New York et surtout en 1982 avec Epcot c'est l'architecture imposante des grands pavillons d'expositions à la gloire de la technologie qui sont abordés. Disney établit de nouveaux records. EPCOT rend aussi hommage aux cultures de différents pays.
Depuis 1989, l'architecture des Disney's Hollywood Studios permet d'évoluer dans un Hollywood mythique et intemporel.

## Le mécénat deMichael Eisner
À l'arrivée de Michael Eisner à la tête de la Walt Disney Company en 1984 la part de l'architecture dans l'œuvre de Disney augmente exponentiellement. Ce mouvement débute avec Robert A. M. Stern qui, à la fois conçoit deux hôtels pour Disney à Walt Disney World Resort (les Disney's Yacht & Beach Club Resort), devient un conseiller architectural pour différents projets de Disney et présente à Michael Eisner différents confrères. Disney a aussi confié au cabinet Arquitectonica plusieurs projets.

### Les hôtels Disney
Disney, à partir de la fin des années 1980, s'est lancé dans la construction de nombreux hôtels pour son complexe de Walt Disney World Resort. Ils ont tous une architecture basée sur un thème, pour la plupart ce sont des régions des États-Unis.
Disney s'est adjoint les conseils puis la signature d'architectes de renom pour ces hôtels.
Un concours est même organisé pour les hôtels de Disneyland Paris (Euro Disney Resort à l'époque).
Les hôtels :
- Hôtels de la Walt Disney Company

### Les autres bâtiments
En dehors des parcs, Disney a fait construire différents bâtiments de bureaux ou à vocation hôtelière en faisant régulièrement appel à de grands architectes (ou cabinets). Leurs œuvres sont souvent citées comme référence. Ainsi le Walt Disney Concert Hall ou le Disney Village de Frank Gehry côtoient cinq hôtels conçus par Robert A. M. Stern ou les œuvres de Michael Graves.
- Œuvres d'architecte pour Disney
  - Team Disney Building Anaheim de Frank Gehry
  - Team Disney Building Orlando d'Arata Isozaki
  - Walt Disney Studios Burbank
    - Animation Building de Kem Weber
    - ABC Building d'Aldo Rossi
    - Team Disney - Michael D. Eisner Building de Michael Graves
    - Roy E. Disney Animation Building de Robert A. M. Stern.

  - Walt Disney World Casting Center de Robert A. M. Stern
  - KABC-TV de César Pelli
  - Le restaurant panoramique du LAX

Disney participa ou fit aussi rénover plusieurs bâtiments qu'elle utilisa ensuite
- New Amsterdam Theatre près de Times Square à New York
- El Capitan Theatre sur Hollywood Boulevard à Los Angeles

Le projet le plus ambitieux en dehors de Celebration est le Grand Central Creative Campus, qui s'organise autour des bureaux de Walt Disney Imagineering à Glendale.

### L'urbanisme: Celebration
En 1994, la Walt Disney Company a créé Celebration, une petite ville privée en Floride. Le principe est de retrouver une « vie de village » pacifique où chaque famille de la communauté est proche de ses voisins, du fait de la disposition des maisons. De plus, les voitures sont le plus possibles mises à l'écart, les garages sont, par exemple, déportés à l'arrière des maisons et non sur la rue principale. Le taux de criminalité de « Celebration » est faible mais ne démontre pas grand-chose du point de vue de l'urbanisme puisque la ville est ceinte et que son entrée est gardée, mais aussi que les habitants paient le prix fort pour habiter à Celebration : pas de problèmes sociaux dans ce type de ville, évidemment. Ce projet a tout de même eu le mérite d'ouvrir de nombreux débats. Depuis le début des années 2000, Disney se désengage de ce projet, principalement pour des problèmes de gestions de la ville. Une société de d'immobilier, Lexin Capital a repris en charge la gestion de Celebration.
Architecturalement parlant, la ville possède une unité, voulue par Disney. Disney a défini plusieurs types de bâtiments et une palette de couleur. Mais, et c'est ce qui a été fortement critiqué, plusieurs des autres éléments personnalisables sont aussi définis par Disney. Ainsi, les boîtes aux lettres ou les portes sont disponibles "uniquement sur le catalogue de la ville".
En France, Disney participe aussi à l'urbanisation du secteur IV de Marne-la-Vallée, secteur sur lequel se trouve le domaine de Disneyland Paris.

### Les œuvres de Robert A. M. Stern
Robert A.M. Stern a conçu pour la société Disney ou associés :
- en Californie :
  - Feature Animation Building (1994)
- en Floride :
  - Walt Disney World Casting Center (1989)
  - Disney's Yacht & Beach Club Resort (1990)
  - Disney's BoardWalk Resort (1996)
  - Plan de masse de la ville Celebration (1997)
- au Japon :
  - Disney's Ambassador Hotel (1996)
- en France
  - Espace Euro Disney (1990)
  - Disney's Newport Bay Club (1992)
  - Disney's Hotel Cheyenne (1992)
  - Quartier de la Gare à Val d'Europe (2001)

### Sources
- (en) Karal Ann Marling, The Architecture of Reassurance: Designing the Disney Theme Parks, Flammarion, 1998.  (ISBN 2-08-013639-9)
- The Architecture of Reassurance: Designing the Disney Theme Parks, une exposition qui s'est tenue dans plusieurs lieux en Amérique du Nord entre juin 1997 et septembre 2000 : ((en)  ou (fr)

### Référence
1. ↑  Karal Ann Marling, The Architecture of Reassurance: Designing the Disney Theme Parks, Flammarion, 1998.  (ISBN 2-08-013639-9)